# Kunzeana sandersi
Kunzeana sandersi är en insektsart som först beskrevs av Ball och Delong 1925.  Kunzeana sandersi ingår i släktet Kunzeana och familjen dvärgstritar.
Artens utbredningsområde är Panama. Inga underarter finns listade i Catalogue of Life.